# Klášter Alet
Klášter Alet je bývalý benediktinský klášter zasvěcený Panně Marii. Leží přímo ve francouzském městě Alet-les-Bains v departementu Aude v regionu Okcitánie.

## Historie
Klášter v Alet se začal stavět okolo roku 813 na území hrabství Razès. Pravděpodobným fundátorem kláštera zasvěceného Panně Marii byl Bera, hrabě z Barcelony a vikomt z Razès. V 11. století klášter zpustošila hrabata z Carcassonne. Vliv kláštera postupně stoupal, během křížové výpravy proti katarům zůstali místní lidé i někteří mniši věrní Trencavelům a po vítězství Simona z Montfortu byli nuceni požádat o ochranu hraběte z Foix.
Roku 1318 byla v Alet ustanovena diecéze a opatský kostel povýšen na katedrálu. Diecéze zahrnovala 80 farností a patřila k ní i oblast Formiguères a Saint-Paul-de-Fenouillet. Jedním z důvodů papežského rozhodnutí vytvořit novou diecézi byl boj proti přetrvávajícím zbytkům vyznavačů katarství. Od roku 1318 do roku 1790 se vystřídalo v čele instituce 35 biskupů.
Počátkem konce bylo řádění protestantů roku 1577, kdy došlo k závažnému poškození staveb, které nebylo nikdy opraveno. Definitivní konec nastal za francouzské revoluce, kdy byl roku 1790 klášter zrušen. Biskupství Alet bylo zrušeno roku 1801, jeho farnosti byly rozděleny mezi biskupství Carcassonne, Perpignan a Toulouse.
Z bývalého konventního kostela Panny Marie, který byl postaven jako sedmilodní bazilika ve stylu poutních kostelů, jsou dnes působivé ruiny.